# サン・ヴィットーレ・デル・ラーツィオ
サン・ヴィットーレ・デル・ラーツィオ（伊: San Vittore del Lazio）は、イタリア共和国ラツィオ州フロジノーネ県にある、人口約2,300人の基礎自治体（コムーネ）。

## 地理

### 位置・広がり

#### 隣接コムーネ
隣接するコムーネは以下の通り。括弧内のISはイゼルニア県（モリーゼ州）、CEはカゼルタ県（カンパニア州）所属を示す。
- カッシーノ
- チェルヴァーロ
- コンカ・カザーレ (IS)
- ミニャーノ・モンテ・ルンゴ (CE)
- ロッカ・デヴァンドロ (CE)
- サン・ピエトロ・インフィーネ (CE)
- ヴェナフロ (IS)
- ヴィティクーゾ

### 気候分類・地震分類
サン・ヴィットーレ・デル・ラーツィオにおけるイタリアの気候分類 (it) および度日は、zona D, 1507 GGである。
また、イタリアの地震リスク階級 (it) では、zona 2B (sismicità media) に分類される。

## 行政

### 山岳部共同体
広域行政組織である山岳部共同体「ヴァッレ・デル・リーリ山岳部共同体」 (it:Comunità montana Valle del Liri) （事務所所在地: アルチェ）を構成するコムーネの一つである。